# Jacques Dupont (biblista)
Jacques Dupont (Liegi, 19 dicembre 1915 – Ottignies, 10 ottobre 1998) è stato un biblista e presbitero belga.

## Biografia
Entrato nell'ordine dei benedettini, Dupont ha studiato all'Università di Lovanio, dove ha conseguito la licenza in filologia e storia orientale e ha perfezionato i suoi studi a Parigi all'École des hautes études. Nel 1940 è stato ordinato prete. Nel 1946 ha conseguito il dottorato in teologia a Lovanio, dedicandosi successivamente all'insegnamento biblico nell'Abbazia di Saint-André de Clerlande a Ottignies e alla scrittura di articoli per la Revue théologique de Leuven. Fra il 1962 e il 1965 ha partecipato ai lavori del Concilio Vaticano II. Successivamente ha fatto parte della Pontificia commissione biblica e del comitato scientifico dell'Istituto di scienze religiose di Bologna. Dupont si è specializzato in esegesi degli Atti degli Apostoli ed è stato fra i redattori della Bibbia di Gerusalemme. Gli studi di Dupont hanno riguardato la persona di Gesù e l'inizio della cristologia, con lo scopo di approfondire il rapporto tra il Gesù storico e il Cristo della fede. Dupont ha tenuto corsi e seminari presso varie istituzioni accademiche, soprattutto in Belgio, Francia e Italia; ha scritto numerosi articoli e una decina di libri.

## Libri
- Les Actes des Apôtres, Editions du Cerf, Parigi, 1958
- Les Béatidudes, Abbaye de Saint-André, Bruges, 1958
- The sources of the Acts, Herder and Herder, New York, 1964
- Les Tentations de Jésus au désert, Desclée De Browner, Parigi, 1968
- Jésus aux origines de la christologie, Leuven University Press, Lovanio, 1975
- The salvation of the gentiles: essays on the Acts of the Apostles, Paulist Press, New York, 1979
- Nouvelles études sue les Actes des apôtres, Editions du Cerf, Parigi, 1984
- Études sue les évangiles synoptiques, Leuven University Press, Lovanio, 1985